# Seznam astronomskih katalogov
Astronomski katalog je seznam ali tabulacija astronomskih teles, zaradi sorodnih značilnosti, morfologije, načina detekcije, izvora ali metode odkritja običajno povezanih v skupine. Takšni katalogi so po navadi rezultat kakšnega pregleda. Med prve kataloge se šteje zvezdne kataloge.

## 0–9
- 0ES — Pregled einsteinovskih obračanj, različica 0[1]

## M
- Mrk — Benjamin »Benik« Jegiševič Markarjan (odprte kopice, Markarjanove galaksije)[2]